# لجدی
لجدی (به ترکی آذربایجانی: Ləcədi) یک منطقهٔ مسکونی در جمهوری آذربایجان است که در شهرستان شابران واقع شده‌است.